# Helicosporium lumbricopsis
Helicosporium lumbricopsis är en svampart som beskrevs av Linder 1929. Helicosporium lumbricopsis ingår i släktet Helicosporium och familjen Tubeufiaceae.   Inga underarter finns listade i Catalogue of Life.